# Escudo de Veraguas
Escudo de Veraguas (o Dekö en ngäbere) es el nombre de una apartada isla de Panamá de 3 km², ubicada en el mar Caribe. Si bien su nombre podría indicar que pertenece a la provincia de Veraguas, en realidad pertenece a la provincia de Bocas del Toro y está localizada a unas 20 millas de la costa de los Mosquitos.
Está lo suficientemente lejos de otras islas y la tierra firme para tener un desarrollo de un número de especies y subespecies que solo se encuentran en esta isla, tales como la subespecie del ave paseriforme saltarín cuellidorado (manacus vitellinus amitinus), la salamandra oedipina maritima y el perezoso pigmeo de tres dedos (bradypus pygmaeus), que se encuentra en peligro de extinción.
En su mayoría deshabitada, posee unos pocos establecimientos nativos, y algunos otros son temporales usados por pescadores. La mayor parte de la isla se encuentra en su estado natural.